# У4 (Берлин)
У4 је линија Берлинског У-воза.
- Нолендорфплац (Nollendorfplatz) (У1) (У2) (У3)
- Трг Викторија-Луиз (Viktoria-Luise-Platz)
- Баварски трг (Bayerischer Platz) (У7)
- Општина Шенеберг (Rathaus Schöneberg)
- Инзбрукер Плац (Innsbrucker Platz) (С4x)